# Konzola za vojaške vaje
Konzola za vojaške vaje GAMER Manpack se uporablja pri manjših vojaških vajah, ko inštruktor želi imeti nadzor nad vajo in hkrati biti blizu. GAMER Manpack sestavlja miniaturizirano radijsko bazno postajo in prenosni računalnik s sistemom vodenja-upravljanja in vodenja.
Inštruktor se skozi sistem odloči, kaj se bo zgodilo v vaji, ter to sporoči prek radia. Informacije o tem, kaj se dogaja med vajo, se vrnejo nazaj v sistem s posebnimi telovniki, ki jih nosijo vojaki (naprave za zaznavanje osebnih podatkov (PDD). Na ta način je mogoče nadzirati simulirana minska polja, posredne požare in simulirane bombe.
Inštruktor nato sledi, kako vsak vojak deluje kot posameznik in član skupine. To gibanje je shranjeno in podatki se shranijo za uporabo pri ocenjevanju vaje.
Sistem uporabljajo južnoafriške nacionalne obrambne sile.
GAMER Manpack se lahko uporablja tudi v civilnem usposabljanju. Na primer, leta 2009 je ministrstvo za obrambo Združenega kraljestva kupilo tri GAMER Manpake in sorodne izdelke, ki jih je treba uporabiti pri njihovem usposabljanju.